# Norraca retrofusca
Norraca retrofusca är en fjärilsart som beskrevs av Joannis 1894. Norraca retrofusca ingår i släktet Norraca och familjen tandspinnare. Inga underarter finns listade i Catalogue of Life.